# أتشولي
الأَشُول مجموعة عرقية أفريقية تتواجد في شمال أوغندا وجنوب السودان بشكل أساسي وفي باقي الدول الأفريقية، يعمل معظم الأشول بالرعي وقسم منهم يعمل بالزراعة. وللأشول لغة خاصة تدعى الأشولية.

## الدين
يدين الأشول بالمسيحية البروتستنتية والإسلام بنسبة أقل، ومنهم من يدين بالمعتقدات القديمة.

## جيش الرب
جيش الرب (بالإنجليزية: Lord's Army)، مجموعة أوغندية من قبيلة الأشول مسلحة تأسست عام 1986 على يد سيدة ملقبة بـ لاكوينا, ولجيش الرب ذراع سياسية تدعى جيش الرب للمقاومة (بالإنجليزية: Lord's Resistance Army).

## شخصيات شهيرة
- جوزيف كوني رئيس تنظيم جيش الرب
- تيتو أوكيلو رئيس أوغندا لمدة ستة أشهر في عام 1985